# 天堂堡駅
天堂堡駅（てんどうほう-えき）は、中華人民共和国重慶市大渡口区にある重慶軌道交通2号線の駅である。 駅番号は2/19。

## 歴史
- 2014年12月30日 開業

## 駅構造
島式ホーム1面2線である
| 至較場口 | ←      | 2/19 | ← |        |
|          | ホーム |      |   |        |
|          | →      | 2/19 | → | 至魚洞 |